# Drive (film, 2011)
Vous lisez un « bon article » labellisé en 2012.
Pour les articles homonymes, voir Drive et Sang-froid.
Pour plus de détails, voir Fiche technique et Distribution.
Drive, ou Sang-froid au Québec, est un thriller américain réalisé par Nicolas Winding Refn et sorti en 2011. Adapté du roman homonyme publié par James Sallis en 2005, le scénario du film, qui est écrit par Hossein Amini, traite de la double vie d'un homme, interprété par Ryan Gosling, cascadeur le jour et chauffeur pour criminels la nuit.
Le réalisateur a expliqué qu'il avait été influencé par Bullitt (1968) et Le Jour du fléau (1975), et que Drive est un hommage à Alejandro Jodorowsky. La thématique du film est, quant à elle, largement inspirée de Driver (1978).
Drive est projeté pour la première fois le 20 mai 2011 lors de la 64e édition du Festival de Cannes, où il connaît un certain succès critique et où Nicolas Winding Refn reçoit le prix de la mise en scène. Il bénéficie également de nombreuses nominations à la 16e cérémonie des Satellite Awards (2011) et à la 17e cérémonie des Critics' Choice Movie Awards (2012), quatre aux BAFTA Awards 2012, une nomination aux César du cinéma 2012 et une aux Oscars 2012, la presse considérant cependant que le film est « boudé » par cette dernière cérémonie. Drive a été présenté à différents festivals avant sa sortie en salles. Il a réalisé une recette mondiale de 77,5 millions de dollars à la mi-février 2012 et se place 91e du box-office américain en 2011.

## Synopsis
Un jeune mécanicien taciturne (Ryan Gosling) travaille dans un petit garage de Los Angeles et effectue à l'occasion des cascades pour des acteurs hollywoodiens. Mais de nuit, il sert aussi de conducteur (driver en anglais) à des membres du crime organisé. Le patron du garage, Shannon (Bryan Cranston), voudrait le voir participer à des courses professionnelles de stock-car et, pour concrétiser cela, finit par solliciter le soutien financier du mafieux Bernie Rose (Albert Brooks). Ce dernier accepte à condition de voir les compétences du conducteur et d'associer au projet un dénommé Nino (Ron Perlman), un mafieux juif patron d'une pizzeria.
Peu de temps après avoir emménagé, le Conducteur sympathise avec ses nouveaux voisins, Irene (Carey Mulligan) et son fils, Benicio (Kaden Leos). Le Conducteur ne rencontre le mari d'Irene et le père de Benicio, Standard (Oscar Isaac), que quand ce dernier sort de prison. Standard, heureux de retrouver son épouse et son fils, annonce qu'il est désormais bien déterminé à rester honnête ; mais les sbires d'un dénommé Cook (James Biberi), qui garantissait sa protection en prison, viennent le molester et menacent de s'en prendre aux siens s'il ne va pas braquer un prêteur sur gage pour rembourser les milliers de dollars dus à son ancien protecteur.
Voulant protéger Irene et Benicio, le Conducteur propose son aide à Standard. Ils commettent le braquage avec Blanche (Christina Hendricks), une complice imposée par Cook, mais l'opération tourne mal et Standard est tué par le prêteur sur gage. Le Conducteur vient néanmoins de récupérer 1 000 000 $ de dollars, au lieu des 40 000 prévus, mais il est aussitôt poursuivi par une automobile dont il ne parvient à se défaire qu'avec difficulté. Il comprend alors qu'il est impliqué dans une affaire extrêmement fâcheuse. Dans la chambre d'un motel où il a trouvé refuge avec Blanche, il interroge avec brutalité cette dernière, qui, en fin de compte, lui avoue que le véhicule qui les a poursuivis appartenait aux hommes de Cook, qui devaient se débarrasser de Standard et du Conducteur pour récupérer Blanche et l'argent. Deux criminels arrivent peu après, prévenus par Blanche qui leur a donné l'adresse ; Blanche est malencontreusement abattue, mais le Conducteur parvient à tuer ses agresseurs et s'en tire avec une blessure au bras.
Il retrouve ensuite Cook dans un club de strip tease et lui frappe la main avec un marteau. Cook lui avoue alors que le véritable cerveau de l'opération est Nino. Alors que le Conducteur s'explique avec Irene dans le couloir de leur immeuble, le tueur à gages envoyé par Nino sort de l'ascenseur et, pour justifier sa présence, invoque une simple erreur d'étage. Tous trois se retrouvent dans l'ascenseur et le Conducteur comprend rapidement que l'homme est un assassin. Il embrasse longuement Irene pour diminuer la vigilance du tueur et attaque soudainement le sicaire, le tuant en lui écrasant la tête à coups de talon. Pendant ce temps, Nino, dans sa pizzeria, explique à Bernie Rose que l'argent appartient en réalité à un mafieux italien de la côte Est (plus précisément de Philadelphie), et que s'il lui a volé 1 000 000 $, par l'intermédiaire du braquage ayant tourné à un véritable fiasco, c'était notamment pour se venger des propos antisémites qu'il a subi de sa part. Craignant que la mafia italienne ne remonte jusqu'à lui, Nino ordonne à Bernie d'éliminer toutes les personnes qui sont liées, de près ou de loin, à cette affaire, à commencer par Cook, puis Shannon.
Après avoir découvert le cadavre de Shannon, le Conducteur se lance dans une poursuite effrénée de Nino. Il parvient à précipiter la voiture du criminel du haut d'une corniche bordant une plage, et noie Nino dans l'océan. Pour mettre fin à cette affaire une fois pour toutes, le Conducteur contacte Bernie et lui donne rendez-vous dans un restaurant asiatique afin de lui remettre le sac contenant l'argent du braquage, initialement destiné à Nino.
Avant cette rencontre, le Conducteur appelle Irene pour lui avouer que les moments passés avec elle et son fils ont été les plus précieux de sa vie, mais qu'il doit partir et ne pourra probablement pas revenir. Il décide de rendre l'argent en échange de la sécurité d'Irene et de Benicio.
À leur rencontre, alors que le Conducteur sort le sac d'argent du coffre de sa voiture, Bernie le poignarde dans le ventre. En réponse, le Conducteur transperce la gorge de Bernie avec un couteau. Après un long moment de récupération, le Conducteur abandonne le corps de Bernie et le sac d'argent sur le parking du restaurant. Il quitte ensuite la ville au volant de sa voiture, en direction d'une destination inconnue.

## Fiche technique
Sauf indication contraire, les informations mentionnées dans cette section peuvent être confirmées par les bases de données cinématographiques IMDb et Allociné,  présentes dans la section « Liens externes ».
- Titre original et français : Drive
- Titre québécois : Sang-froid[1]
- Réalisation : Nicolas Winding Refn
- Scénario : Hossein Amini, d'après le roman Drive de James Sallis
- Musique : Cliff Martinez
- Direction artistique : Christopher Tandon
- Décors : Lisa K. Sessions et Beth Mickle
- Costumes : Erin Benach
- Photographie : Newton Thomas Sigel
- Montage : Matthew Newman
- Production : Michel Litvak, John Palermo, Marc Platt, Gigi Pritzker et Adam Siegel
  - Coproduction : Frank Capra III et Garrick Dion
  - Production déléguée : David Lancaster, Bill Lischak, Linda McDonough, Jeffrey Stott et Gary Michael Walters
  - Production exécutive : Chris Ranta
- Sociétés de production : Bold Films, Odd Lot Entertainment, Marc Platt Productions et Seed Productions
- Sociétés de distribution : FilmDistrict (États-Unis) ; Alliance Vivafilm (Canada) ; Wild Side Films / Le Pacte (France)
- Budget : 16 millions $[2]
- Pays de production :  États-Unis
- Langue originale : anglais
- Format : couleurs — 35 mm — 2,39:1  — son DTS / Dolby Digital / SDDS
- Genre : thriller et néo-noir[3]
- Durée : 95 minutes
- Dates de sortie[1] :
  - France : 20 mai 2011 (Festival de Cannes) ; 5 octobre 2011 (sortie nationale)
  - États-Unis : 16 septembre 2011
  - Belgique : 2 novembre 2011
- Classification : 
  - France : interdit en salles aux moins de 12 ans (CCOC), puis aux moins de 16 ans pour les diffusions télévisées[4]
  - Royaume-Uni : interdit aux moins de 18 ans (BBFM)
  - États-Unis : les mineurs (17 ans ou moins) doivent être accompagnés d’un adulte (MPAA)

## Distribution
Sauf indication contraire, les informations mentionnées dans cette section peuvent être confirmées par les bases de données cinématographiques IMDb et Allociné,  présentes dans la section « Liens externes ».
- Ryan Gosling (VF : Franck Lorrain ; VQ : Frédéric Paquet) : le conducteur
- Carey Mulligan (VF : Victoria Grosbois ; VQ : Camille Cyr-Desmarais) : Irene
- Bryan Cranston (VF : Gérard Dessalles ; VQ : Jacques Lavallée) : Shannon, le garagiste employeur du Conducteur
- Ron Perlman (VF : Bernard Bollet ; VQ : Denis Mercier) : Nino, un mafieux juif patron d'une pizzeria
- Albert Brooks (VF : Richard Leblond ; VQ : Manuel Tadros) : Bernie Rose, l'associé de Nino
- Oscar Isaac (VF : Philippe Bozo ; VQ : Nicolas Charbonneaux-Collombet) : Standard Gabriel Guzman, le mari d'Irene
- Christina Hendricks (VF : Charlotte Correa ; VQ : Nathalie Coupal) : Blanche
- James Biberi (VF : Nessym Guetat ; VQ : Tristan Harvey) : Chris Cook
- Kaden Leos : Benicio, le fils d'Irene et de Standard
Version française
  - Société de doublage : Studio Chinkel[5]
  - Direction artistique : Julien Kramer[5]
  - Adaptation des dialogues : Franck Hervé[5]
  - Enregistrement et mixage : Frédéric Le Grand[6]

Sources et légendes : Version française (VF) sur AlloDoublage et Version québécoise (VQ) sur Doublage.qc.ca

Photos des acteurs principaux
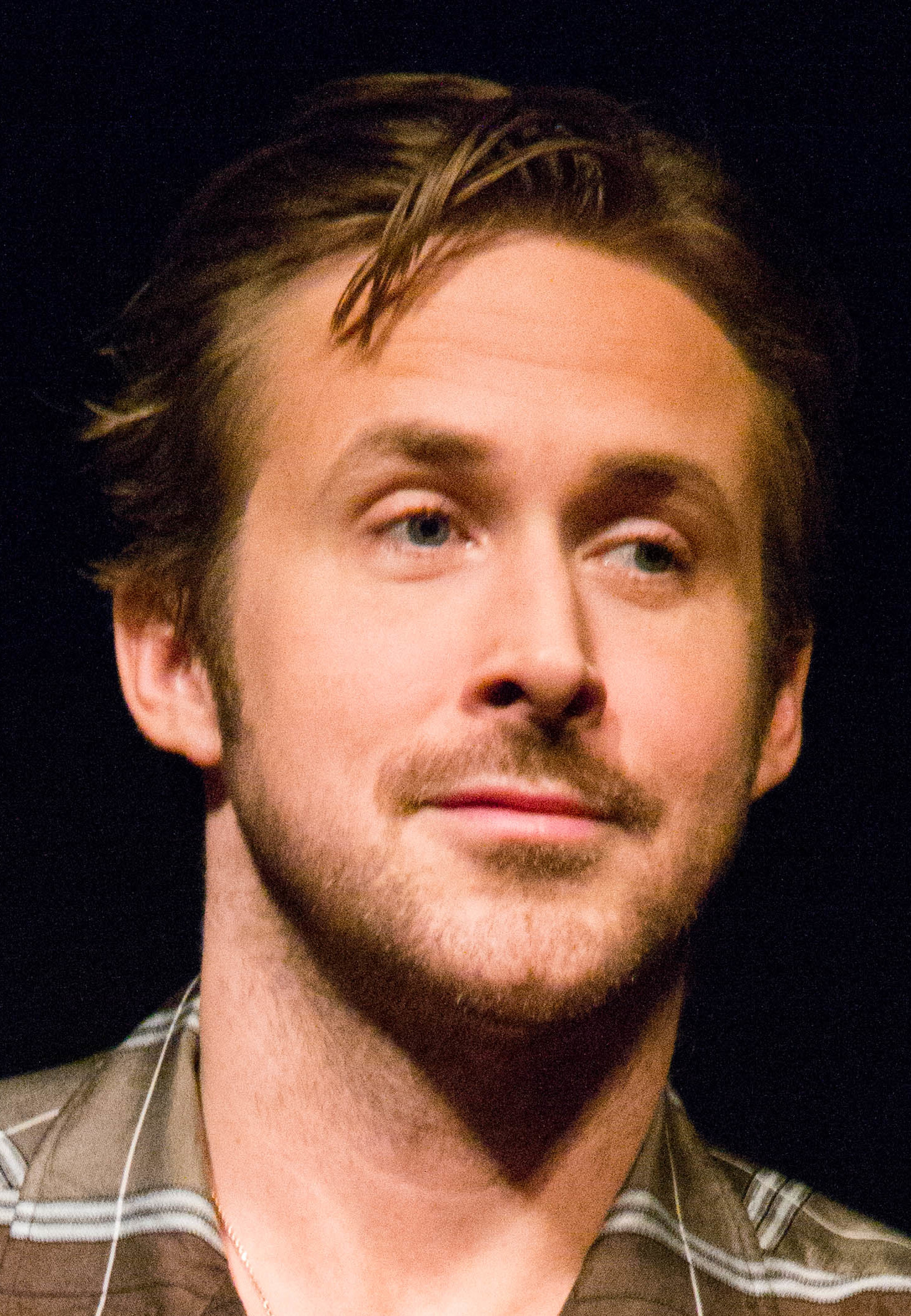
Ryan Gosling interprète le Conducteur.
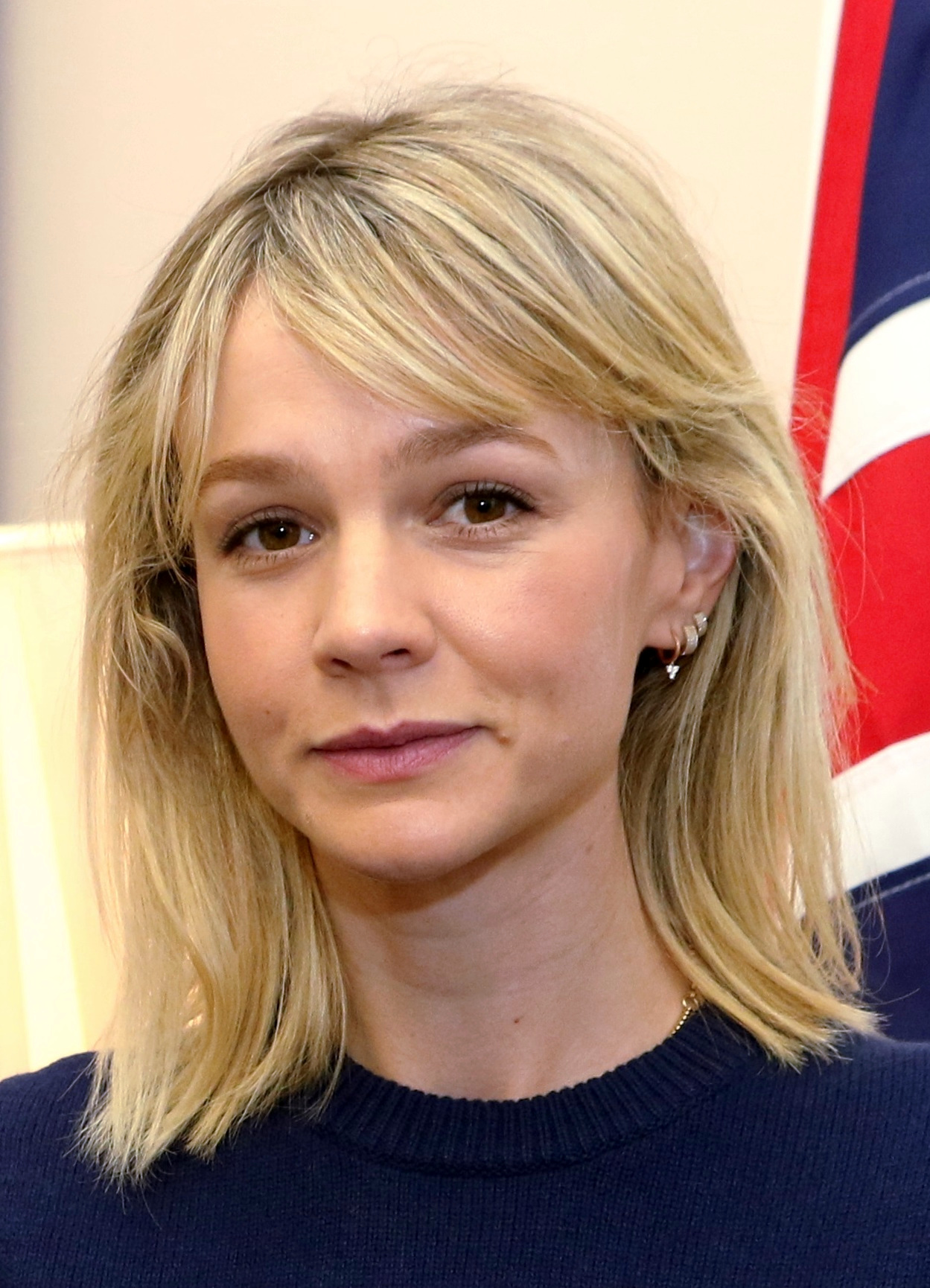
Carey Mulligan interprète Irene.
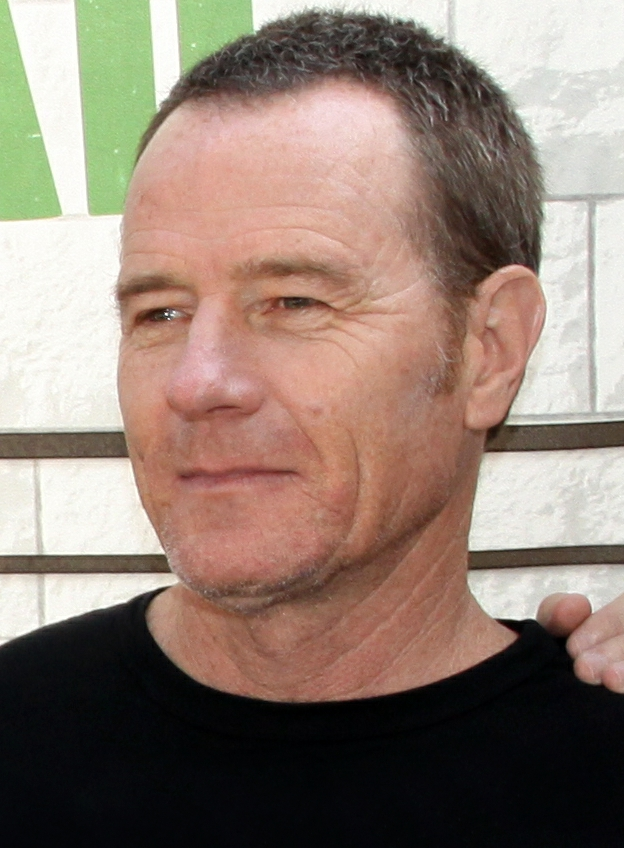
Bryan Cranston interprète Shannon.
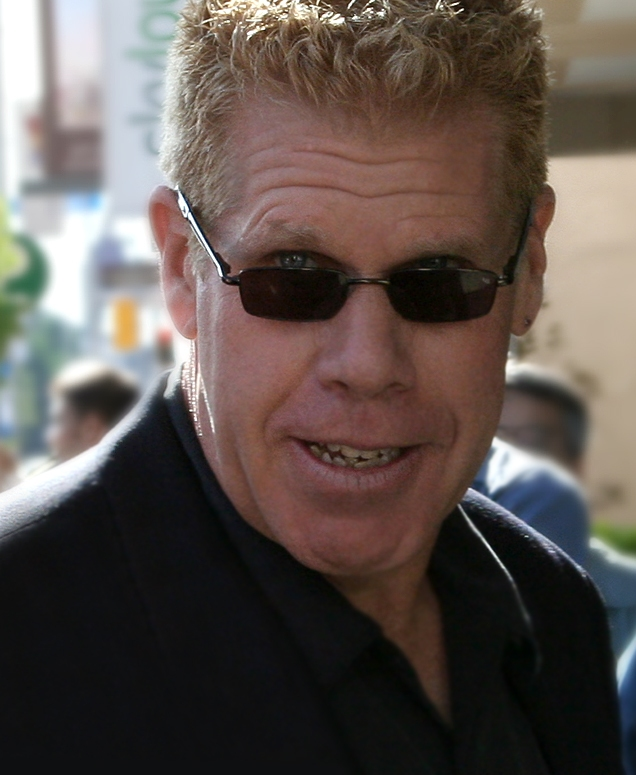
Ron Perlman interprète Nino.
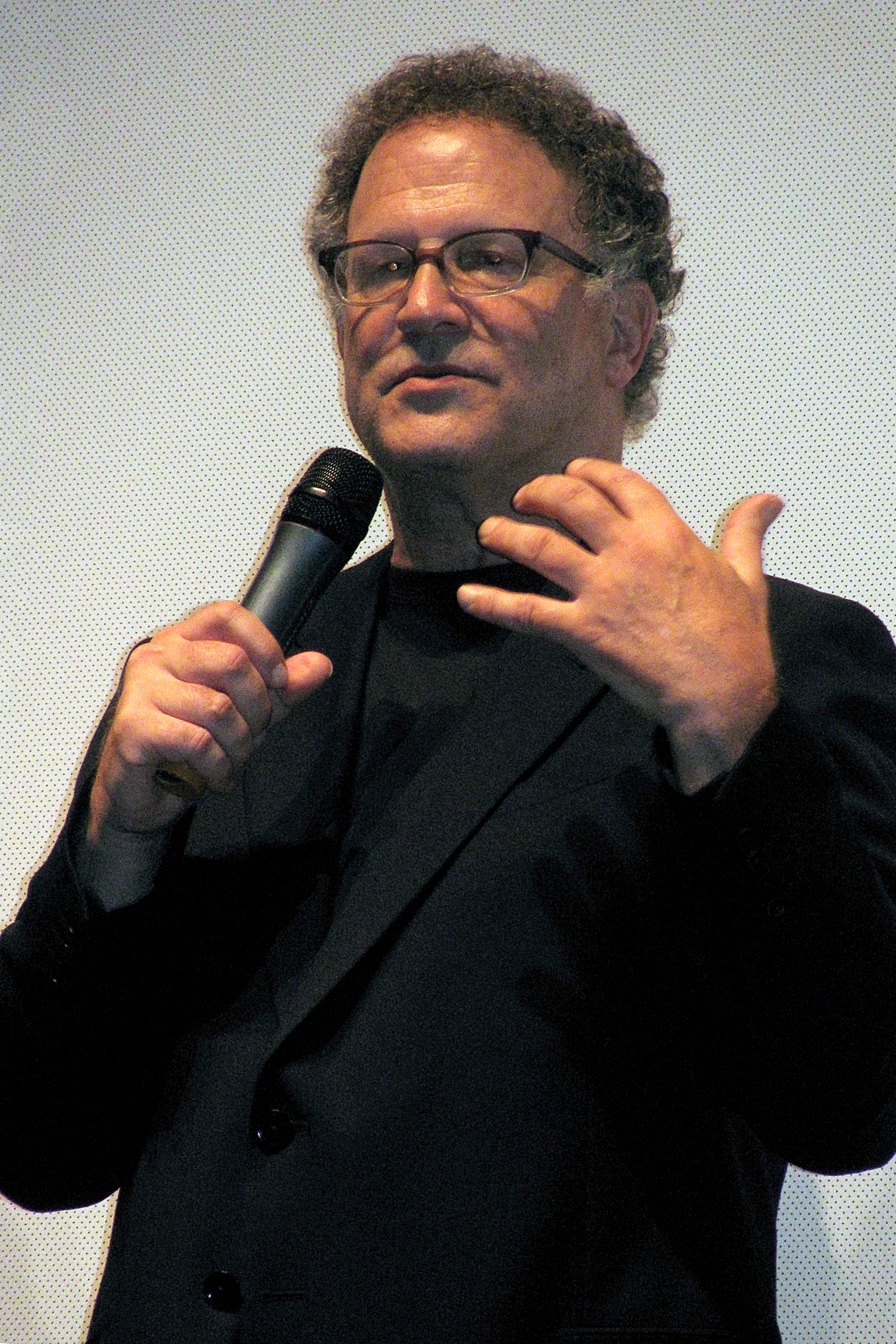
Albert Brooks interprète Bernie Rose.
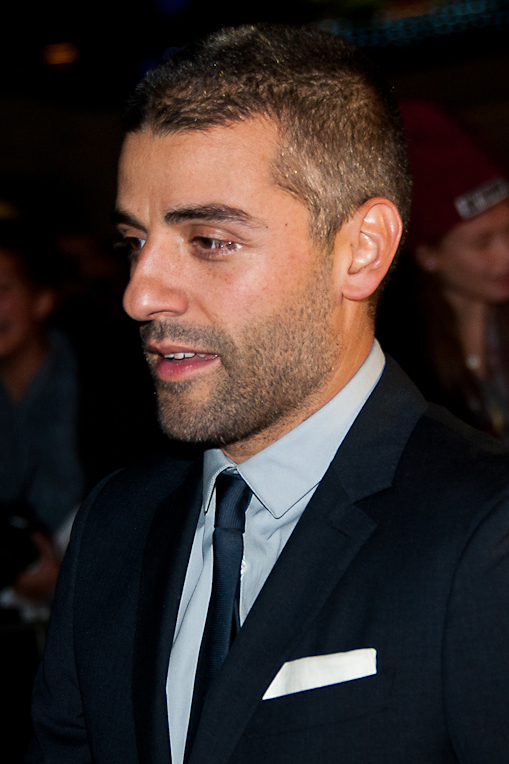
Oscar Isaac interprète Standard Gabriel Guzman.

## Production

### Genèse
Drive est l'adaptation cinématographique du roman homonyme de James Sallis, publié en 2005 aux États-Unis. Le producteur, Marc E. Platt, pose une option pour l'adaptation du livre après en avoir lu une critique dans Publishers Weekly.

« Une partie de mon travail consiste à rechercher quotidiennement de nouvelles idées de films et, dans cette optique, je consulte régulièrement la revue Publishers Weekly. J’y ai lu la brève critique d’un roman sur un chauffeur sans nom qui aide des malfrats à prendre la fuite. Intrigué, j’ai appelé l’agent de l’auteur et j’ai lu le livre le soir même. J’étais emballé. J’avais trouvé un personnage comme on n'en fait plus : un homme qui sait ce qu’il veut, qui est très bon dans un domaine précis et qui s’y consacre sans état d’âme. »

— Adam Siegel, producteur de Drive
Marc E. Platt s'intéresse au côté énigmatique et réservé du personnage, qui vit selon son propre code de conduite et qui rappelle certains héros, interprétés par Steve McQueen ou Clint Eastwood, que Platt décrit comme « des hommes à poigne, peu bavards, qui s’expriment à travers leurs actes ».

### Scénario

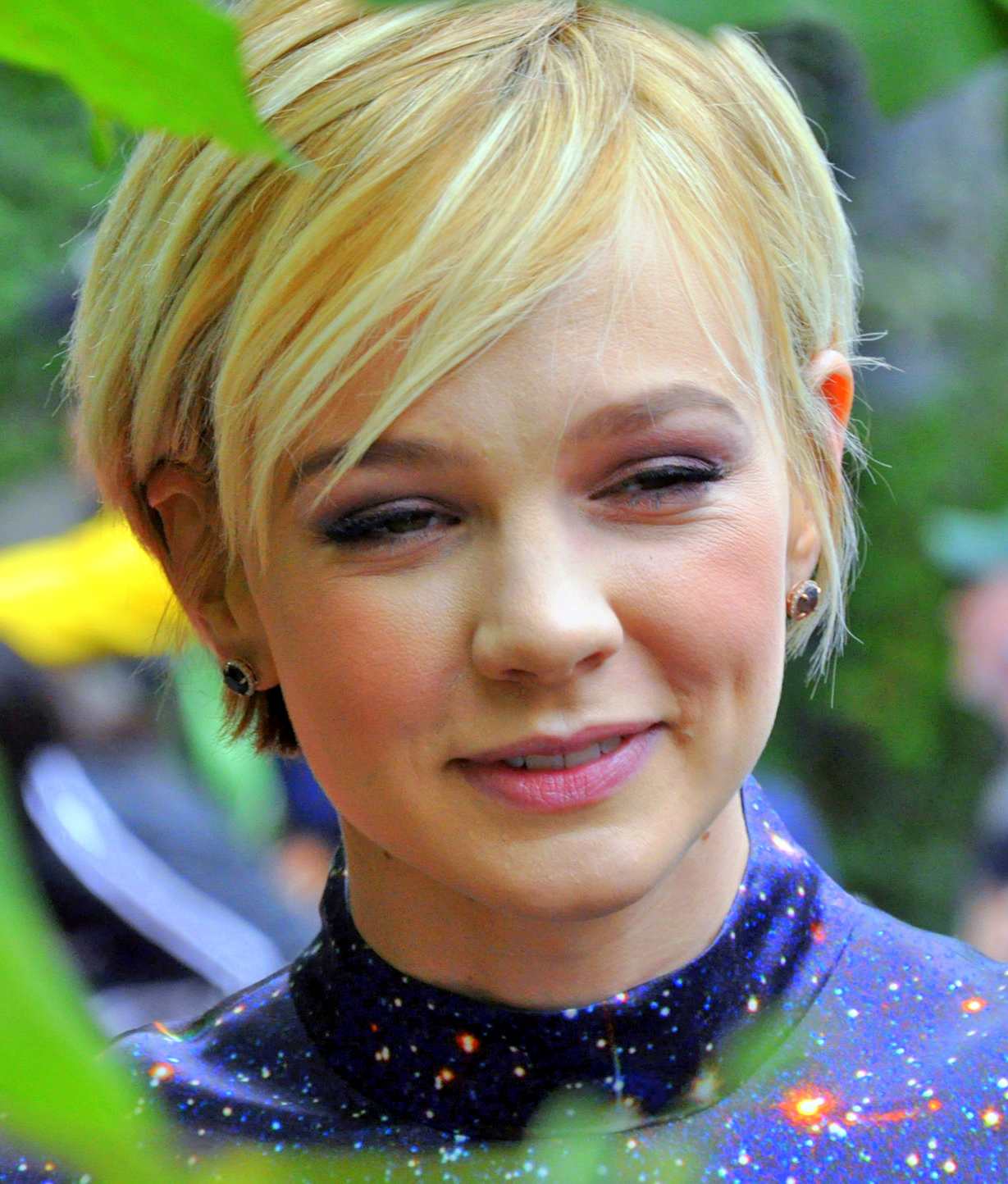
Carey Mulligan (ici l'année de tournage du film) interprète le personnage d'Irene. Elle explique : Lorsque j’ai reçu le scénario, je suis tombée amoureuse de cette histoire et j’ai fait des pieds et des mains pour décrocher le rôle.

Le scénariste Hossein Amini est engagé pour adapter le roman en scénario. « C’est rare de se voir confier un livre de ce genre par un studio. Il était très court et très sombre, presque comme un poème », explique Amini. L'adaptation en film grand public est difficile car le roman, construit sur une histoire non linéaire, présente de nombreux flashbacks,. Amini doit trouver un fil directeur afin de rendre le déroulement de l'action plus linéaire, tout en restant cohérent vis-à-vis de la vision de Sallis (où le point de vue est celui du conducteur au volant de sa voiture). Le scénariste est conscient qu'un braquage qui tourne mal est une action vue maintes fois au cinéma, mais l’intérêt apporté par le livre « c’est de montrer comment tous les personnages en sont affectés. Le braquage a des conséquences non seulement sur le chauffeur mais sur tous les autres. »
Une première adaptation de Drive est annoncée début 2008, avec Neil Marshall à la réalisation et Hugh Jackman dans le rôle principal. Universal Studios avait essayé d'en faire une adaptation quelques années auparavant dans l'optique de créer une franchise,. En février 2010, Marshall et Jackman ne font plus partie du projet.
Quand Ryan Gosling signe, les producteurs lui laissent le choix du réalisateur et il propose le Danois Nicolas Winding Refn, réalisateur de la trilogie Pusher et de Bronson (2008), dont il est fan. Jusqu'à ce que les producteurs le contactent, Refn restait sur un projet qui venait d'échouer, ce qui le déprimait ; il rencontre Gosling pour se concerter autour d'un dîner à propos de la réalisation du film Drive, mais Refn est fortement grippé et son absence de conversation provoque un réel malaise. Gosling raccompagne Refn chez lui en voiture ; pendant le trajet, Gosling allume la radio pour pallier le silence ambiant ; celle-ci passe Can't Fight This Feeling du groupe REO Speedwagon, Refn se met à pleurer et dit à Gosling : « on va faire un film sur un type qui conduit dans Los Angeles en écoutant de la musique pop parce que c’est sa soupape émotionnelle ! »,. Lors de la première lecture du scénario, Refn est davantage intrigué par le concept de cet homme à la double personnalité, cascadeur le jour et chauffeur pour criminels la nuit, que par l'histoire en elle-même. Sur le tournage, Refn affirme avoir « eu une relation télépathique » avec Gosling.
Refn structure le film à la manière d'un conte des frères Grimm, avec un début très pur qui bascule vers quelque chose de noir au ton psychotique, voire moralisateur. Refn explique ce basculement en disant que ces deux parties dépendent étroitement l'une de l'autre, chacune ayant besoin de l'autre pour pouvoir se justifier. La scène de l'ascenseur représente un condensé de ce découpage, magnifiquement pure au début et très violente à la fin.

### Attribution des rôles

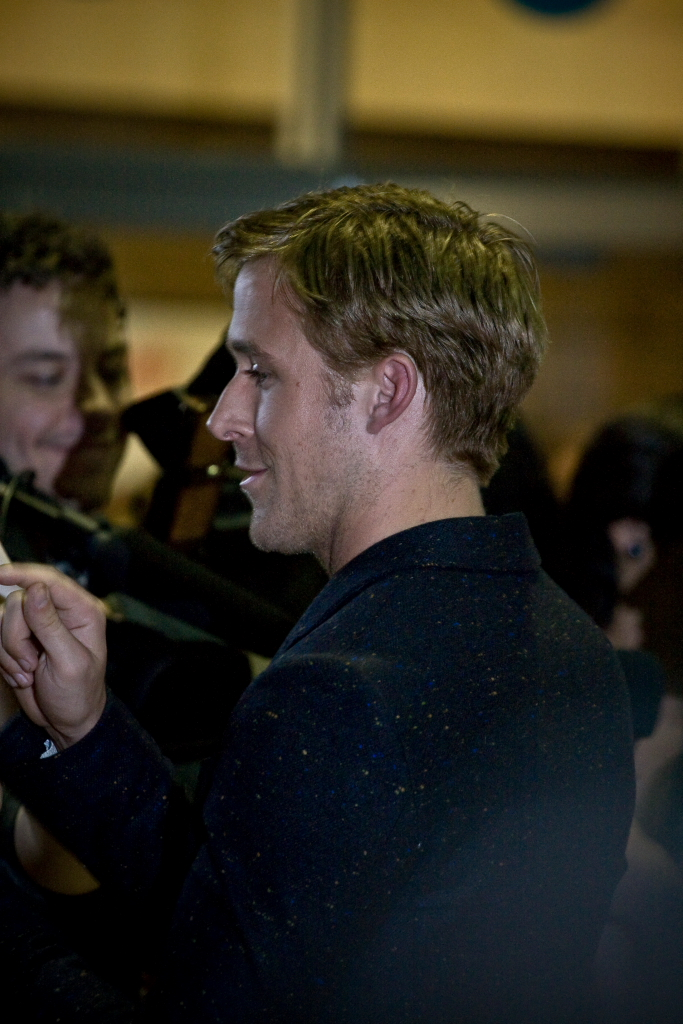
Ryan Gosling au Festival international du film de Toronto 2010.

Hugh Jackman, pressenti pour le rôle principal, doit y renoncer en raison d'un conflit d'emploi du temps. Le producteur Marc E. Platt contacte Gosling pour jouer dans le film et lui explique qu'il se trouve parmi les premiers noms d'une liste de personnes de talent, auteurs, réalisateurs et acteurs, qui l'inspirent et avec qui il souhaite travailler. Après avoir reçu le premier scénario de Drive, Gosling désire rencontrer Platt. L'acteur a toujours été intéressé pour tourner dans un film d'action, mais regrette que ce genre ait tendance à toujours faire la part belle à l’action au détriment des personnages. Le personnage du conducteur lui plaît immédiatement, car il repose sur un caractère très fort et sur une histoire d'amour complexe. Pour la productrice Gigi Pritzker, Ryan Gosling a, sous un calme apparent, un tempérament de feu. Elle trouve intéressant de le voir endosser le rôle du conducteur, qu'elle décrit être aux antipodes de ce que l'acteur a déjà pu interpréter auparavant : avec ce personnage, il « nous emporte dans une course folle, à la fois exaltante et riche en émotions ». Les premiers producteurs donnent à Gosling le choix du réalisateur, une première pour l'acteur, qui pense à Nicolas Winding Refn, qui accepte finalement de réaliser le film.
Lorsque Refn commence à sélectionner le reste de la distribution, il ne souhaite pas se baser sur les vidéos de castings ou des auditions, mais préfère rencontrer les acteurs à son domicile. Refn cherche d'abord une actrice pour le rôle d'Irene, une mère latino-américaine dans la vingtaine élevant son fils de sept ans. Mais il ne parvient pas à trouver la personne qu'il faut parmi les actrices qu'il rencontre, qu'elles soient connues ou pas,,,. Après avoir vu Bronson (2008) et Le Guerrier silencieux (Valhalla Rising, 2010) de Refn, Carey Mulligan explique avoir envoyé un courriel à son agent car elle désire travailler avec un réalisateur comme Refn, sans savoir que le projet est en préproduction. Elle reçoit le scénario trois semaines plus tard, en août 2010, et dit être tombée amoureuse de l'histoire. Lorsque Refn reçoit Mulligan, il n'a vu aucun de ses films, mais la choisit dès qu'elle apparaît. Refn constate que Mulligan donne à l'histoire d’amour une dimension beaucoup plus intéressante, à la Roméo et Juliette, mais sans la politique présente dans la pièce de théâtre. Refn ajuste alors le scénario afin que le rôle convienne à Mulligan.

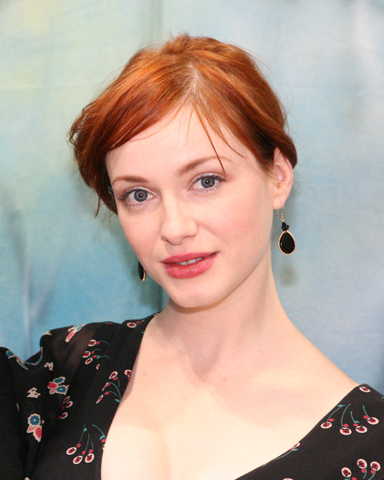
Après avoir vu une photo de Christina Hendricks, la femme de Refn la recommande pour le rôle de Blanche.

Refn, fan de la série télévisée Breaking Bad, contacte Bryan Cranston qu'il considère comme un acteur d'exception. Mais il apprend que Cranston a déjà été contacté pour d'autres projets et, afin de l'intéresser, il développe le rôle de Shannon. Sans donner de nouvelles à Refn, Cranston fait une liste de points positifs et négatifs pour déterminer s'il interprétera le rôle ou non. Flatté par l'intérêt que le réalisateur lui porte, il finit par accepter. Pour l'acteur, le point déterminant est le scénario : il apprécie le personnage qui lui est confié, et la présence de Gosling et Refn sur le projet finit de le convaincre.
Christina Hendricks obtient le rôle secondaire de Blanche. Pour essayer de trouver un personnage réel, Refn cherche une actrice de films pornographiques, mais il n'arrive pas à trouver une actrice possédant un jeu correct. Après avoir rencontré Hendricks sur un conseil de sa femme, il décide de l'auditionner. Connue pour son rôle dans Mad Men, Refn apprécie le côté attachant qu'elle dégage,, et Hendricks trouve fantastique le scénario du film. À l'origine, ce devait être Jacinda Barrett qui devait interpréter ce personnage.

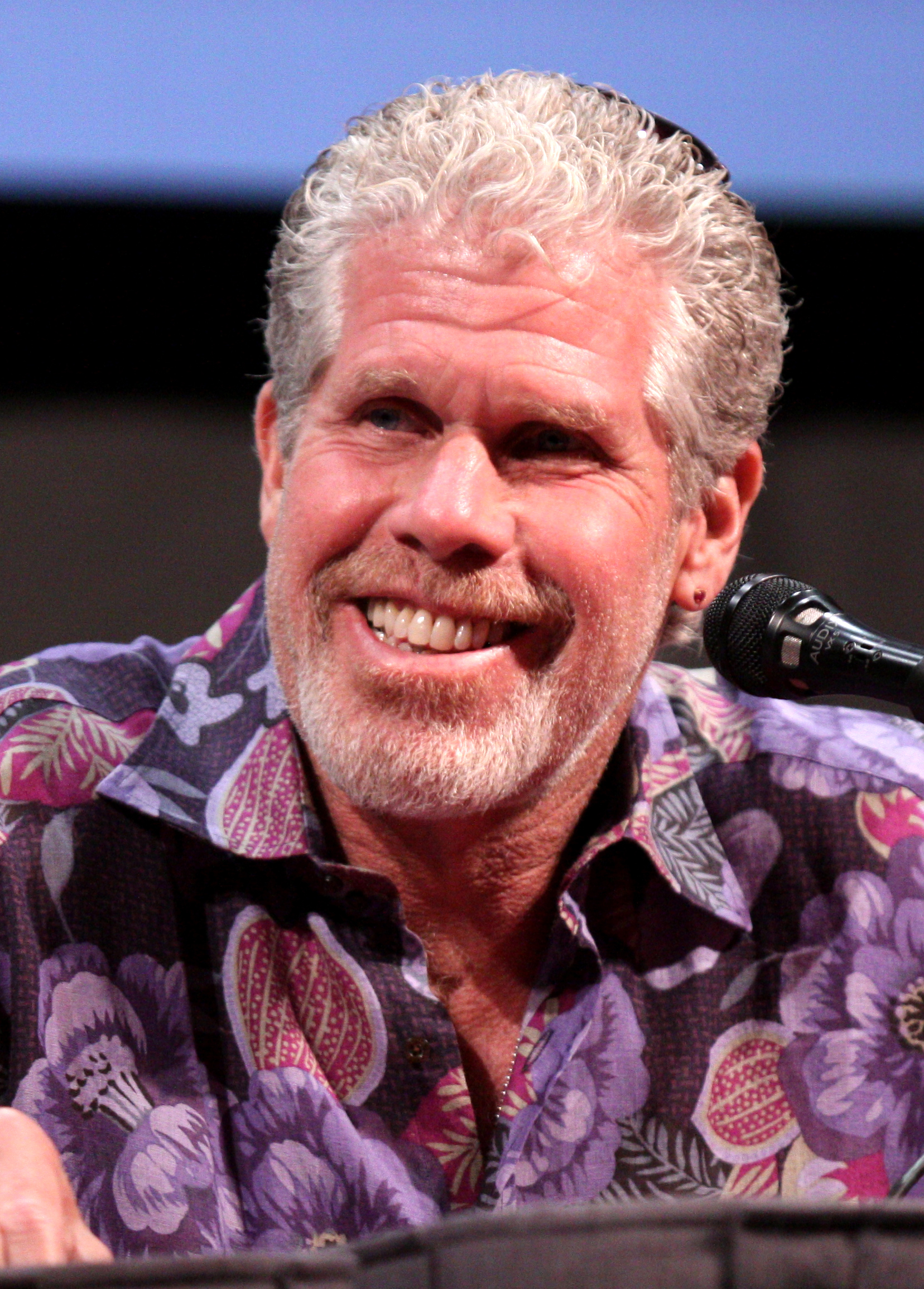
Ron Perlman, ici l'année de sortie du film, interprète Nino.

Bernie Rose, un violent mafieux, est interprété par Albert Brooks, auquel ont immédiatement pensé Refn et Gosling, bien que ce dernier déclare que, selon lui, l'acteur ne serait pas d'accord pour jouer un personnage violent et sombre, ainsi que pour participer à un film qu'il ne réalise pas lui-même. Refn évoque son audition : « Le jour où Albert est venu chez moi, il était agressif, à fleur de peau ; on sentait qu’il pouvait perdre le contrôle à tout moment. J’étais surpris qu’il n’ait jamais incarné un personnage de ce genre. »,. Brooks apprécie chez Bernie Rose son style et sa personnalité triste : « il ne se lève pas le matin en se disant qu'il va tuer des gens. Il est triste de le faire. Ça le bouleverse. C'est un peu « regarde ce que tu m'as obligé à faire », ! »
Nino, l'antagoniste principal, est interprété par Ron Perlman, l'un des derniers acteurs à rejoindre la distribution. À l’origine, ce personnage n'est pas très développé. Refn se demande pourquoi Perlman veut se joindre à la distribution et celui-ci explique simplement que le personnage lui ressemble : « j’ai toujours rêvé de jouer un Juif qui veut devenir un gangster », car « c’est ce que je suis au fond : un petit gars juif de New York ».
Oscar Isaac interprète le rôle d'un Latino-Américain, Standard Gabriel Guzman, marié à Irene. Il sort de prison une semaine après la rencontre du conducteur et d'Irene. Dans le roman, le mari d'Irene est un Mexicain qui fait partie d'un gang. Isaac a modifié, avec le réalisateur, l'histoire du personnage pour lui donner plus de profondeur, et rendre l'histoire plus convaincante. L'objectif du personnage est d'ouvrir un restaurant, mais ses erreurs passées le placent dans une position délicate.

### Financement
La phase de financement dure quatre mois. Les grands studios de cinéma refusent tous le projet. Refn et Gosling rencontrent alors des studios indépendants. Refn se rend en 2010 au marché du film de Cannes en parallèle du Festival de Cannes. Manuel Chiche de Wild Side Films accorde une avance sur les droits de diffusion en France, viennent ensuite l'Allemagne et les pays scandinaves. Ils arrivent ainsi à lever 16 millions de dollars US.

### Lieux de tournage

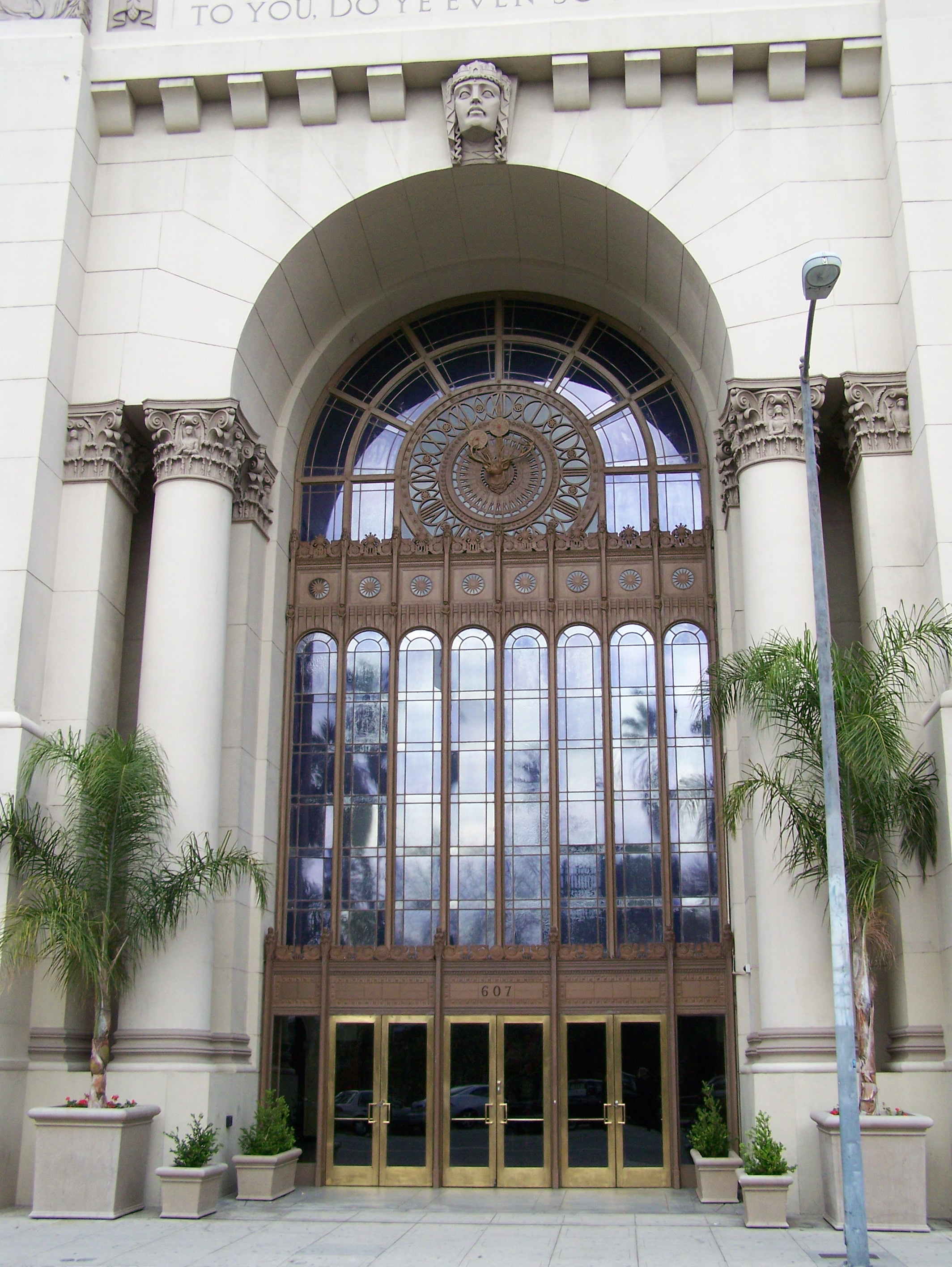
Entrée du Park Plaza Hotel.

Le film, doté d'un budget de 15 millions de dollars, est tourné dans différents lieux de Los Angeles, en Californie,,. Les lieux de tournage sont repérés par Refn lorsque Gosling le conduit dans la ville le soir. Beth Mickle, la directrice artistique, est embauchée sur les recommandations de Gosling après avoir travaillé avec lui en 2006 sur le film Half Nelson de Ryan Fleck. Avant le tournage, Mickle supervise une équipe de 40 personnes, travaillant jusqu'à 18 heures par jour. Il s'agit du film au budget le plus important auquel elle participe : « il y a un zéro de plus au budget » par rapport à Half Nelson.
Il est vite acquis que le Park Plaza Hotel de Los Angeles sera l'un des lieux de tournage principaux (il servira aux scènes du couloir, de l’ascenseur et du strip club). Mickle et son équipe imaginent pour le personnage de Gosling un immeuble qui comprend un couloir et un ascenseur qui le lie à l’appartement d'Irene. La scène d'ouverture évite certaines zones du quartier d'affaires Downtown Los Angeles,. Le Los Angeles Times note que lorsque les bâtiments étincelants sont montrés, ils sont vus de loin. Mickle crée l'appartement de Bernie Rose dans un bâtiment abandonné et transforme un petit atelier de carrosserie de Los Angeles en concession (celle de Shannon) ; elle fait peindre les murs du garage d'un bleu électrique et installe plusieurs voitures anciennes dans la salle d'exposition. Quelques scènes extérieures se déroulent à Echo Park (ou à proximité) indiqué par la télévision comme étant le lieu de résidence de Standard Gabriel et sa famille au moment du hold-up mortel.

### Réalisation

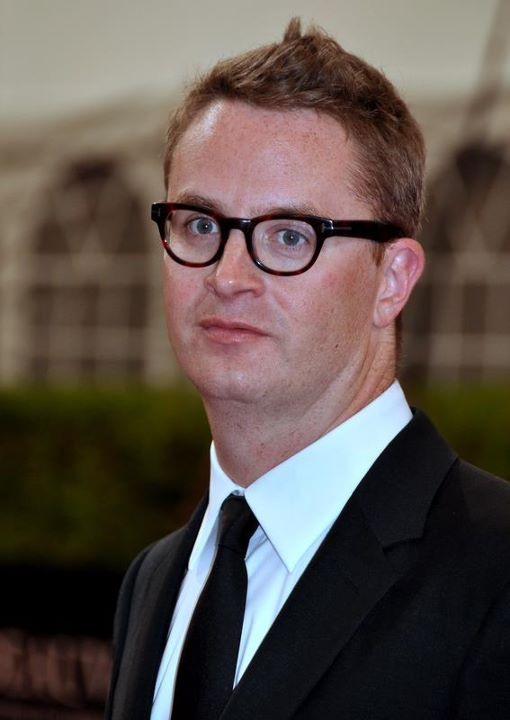
Le réalisateur, Nicolas Winding Refn, lors de la présentation du film au festival du cinéma américain de Deauville, en 2011.

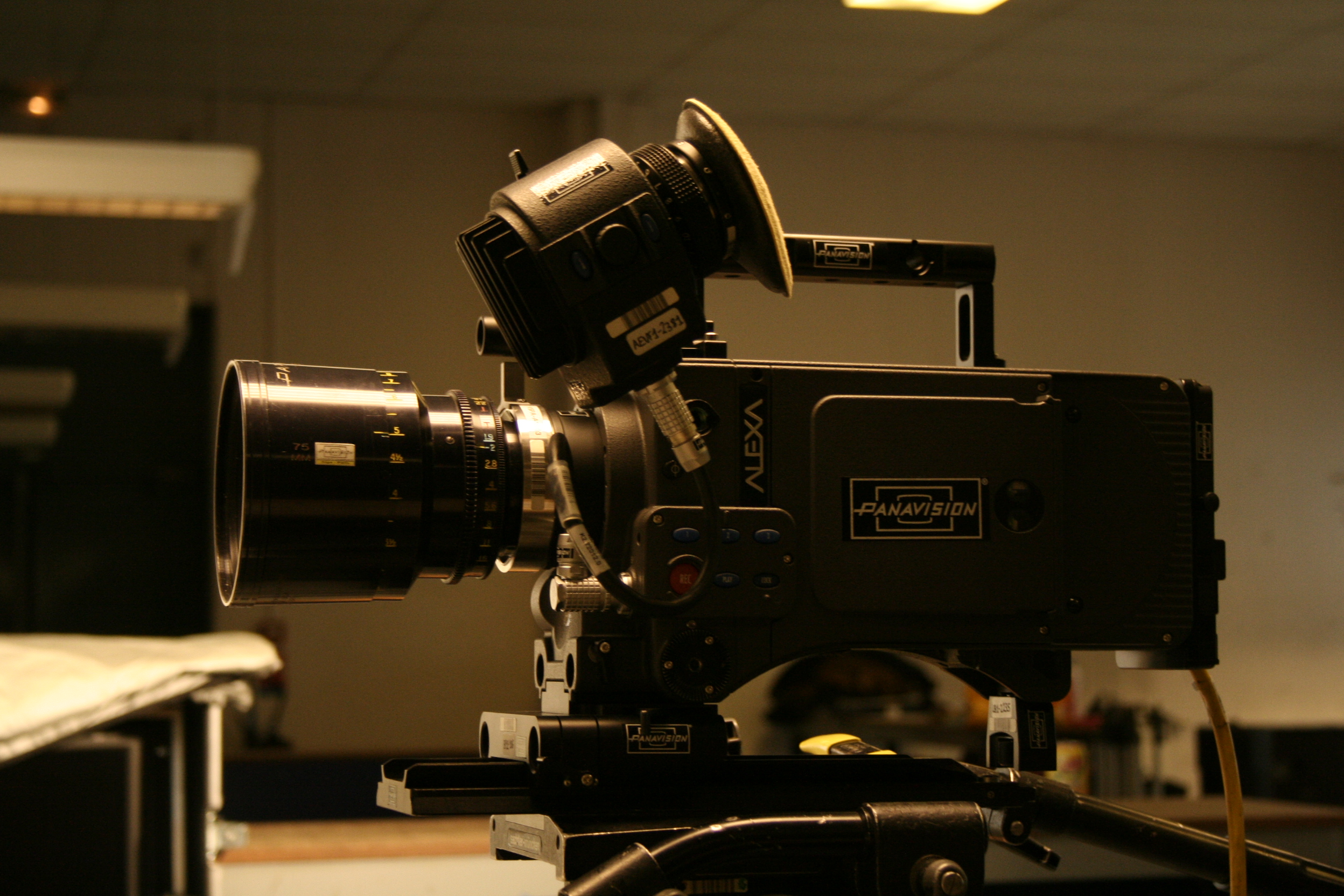
Refn réalise en avec la caméra numérique Arriflex Alexa.

Refn emménage dans une maison à Los Angeles avec toute la distribution et le scénariste Amini, afin de travailler quotidiennement sur le scénario et le film, et visionner les scènes réalisées et le montage,. Avec un scénario initial de 81 pages, Refn et Gosling réduisent le nombre des dialogues durant le tournage.
Préférant garder un film bien construit et authentique, Refn évite l'usage d'images de synthèse, conditionné par le manque de moyens pour financer la création de telles images. De nombreux cascadeurs sont crédités, dont Gosling qui a réalisé l'une des cascades,. Lors de la production, Gosling répare la Chevrolet Malibu de 1973 utilisée dans le film.
En cohérence avec le style visuel de Refn, l'objectif grand angle est privilégié. Le directeur de la photographie Newton Thomas Sigel, connaissant le travail de Refn, cherche à incorporer tous les éléments qui font sa marque de fabrique tout en essayant de la faire évoluer. Pour cela, la sensation du grand-angle est conservée, avec une importante profondeur de champ, tout en l'adaptant à beaucoup de décors et de situations. La vitesse joue un rôle important. La photographie est réalisée de façon que l'action semble intemporelle. Refn, du fait qu'il est daltonien, demande à Sigel que l'image soit très contrastée.
Le tournage se déroule sur six semaines. Le film est tourné avec la caméra numérique Arriflex Alexa. Les scènes de bagarres sont tournées avec deux caméras, avec Sigel à la caméra A, et Greg Lundsgaard à la caméra B sur Steadicam. Selon Lancaster, le producteur exécutif, Drive contient des « images riches, obsédantes et profondes d’un Los Angeles qu’on ne voit pas souvent. Des ruelles méconnues du centre-ville jusqu’aux confins arides et désolés du paysage désertique qui l’entoure, en passant par les côtes rocheuses en bord de mer. Sigel a réinventé Los Angeles. » Refn a tourné les scènes de nuit à partir d'un hélicoptère dans Bunker Hill à Los Angeles. Le tournage se termine en novembre 2010.
Bien que l'histoire se passe en 2010, à l'époque de la réalisation, une atmosphère des années 1980 s'en dégage grâce aux voitures, à la musique, aux décors, et à la construction.

#### Scène d'ouverture

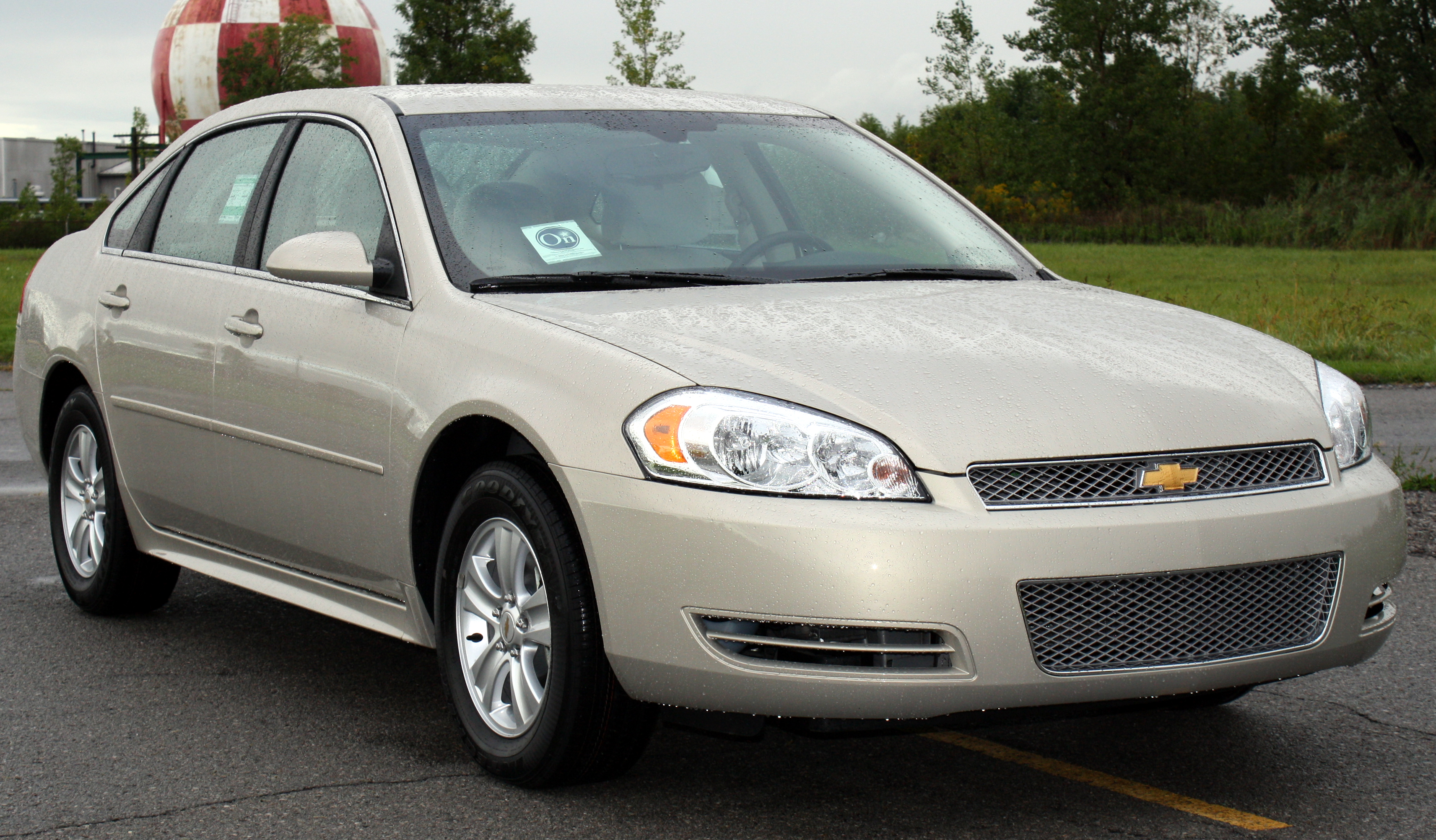
Chevrolet Impala de neuvième génération, conduite dans la scène de course-poursuite.

La scène d'ouverture de course-poursuite est filmée depuis l'habitacle de la Chevrolet Impala. Dans une interview, Refn compare cette scène à une plongée où la voiture n'est jamais perdue de vue afin que le public adopte le point de vue du conducteur. À cause d'un budget de réalisation limité et d'un délai de tournage serré, la réalisation de la scène se fait en deux jours. Pour Refn, le quartier d'affaires Downtown Los Angeles a beaucoup changé, en mieux ; pour garder une atmosphère lugubre, Refn évite certaines zones et tourne la scène en faible angle, avec un minimum de lumière.

#### Scène de l'ascenseur
L'une des scènes sans dialogue est la séquence de l’ascenseur. Refn la définit comme le cœur qui irrigue le reste du film. Pour Matt Barone du magazine Complex, il s'agit d'« une scène très violente hyper réaliste, c'est un excellent exemple de la façon dont le film véhicule de nombreuses idées et des émotions à travers des images plutôt que des mots ». Pour cette scène, Refn fait appel au réalisateur Gaspar Noé, lui demandant comment il avait procédé pour simuler l'écrasement d'une tête dans Irréversible (2002),.
La scène de l'ascenseur est le point de transition du film, de la romance à la violence. La scène commence par un baiser entre le conducteur et Irene ; il s'agit d'un baiser d'adieu, avant qu'il ne se transforme en « loup-garou » et ne dévoile son côté sombre en piétinant violemment la tête d'un tueur à gages. Bien évidemment, cela modifie le regard d'Irene sur le conducteur,. Refn mélange la tension sexuelle et la violence dans un espace confiné afin d'augmenter l'intensité de la scène ; pour lui, il ne s'agit pas de sexualité, mais plutôt de poésie et de pureté, comme un moment sacré. La violence du conducteur est également une forme de poésie. Refn étant plus intéressé dans l'action qui précède la violence — il la compare aux préliminaires — qu'à la violence elle-même, qu'il compare à l'orgasme.

#### Scènes de conduite

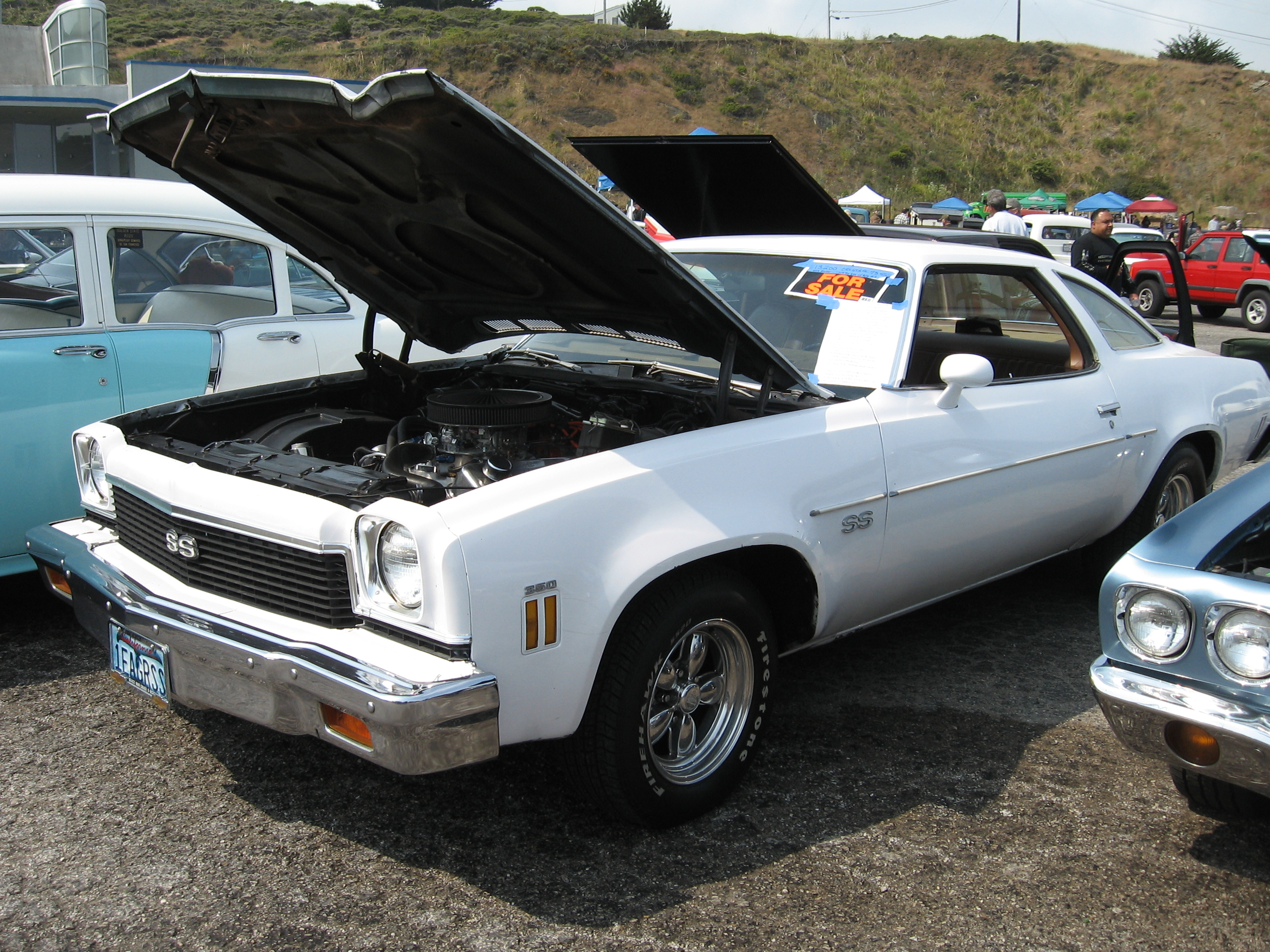
Le conducteur possède une Chevrolet Chevelle Malibu coupé 1973 assez similaire, en cours de restauration, sans calandre et avec la carrosserie recouverte d'apprêt.

Les scènes de conduite sont filmées avec une plateforme auto-caméra, la biscuit-rig (la plateforme biscuit), développée pour le film Pur Sang, la légende de Seabiscuit (Seabiscuit, 2003), qui permet à un pilote de conduire la voiture, ce qui laisse à Gosling la possibilité de se concentrer sur le jeu. « On installe la voiture dessus, ce qui permet à Ryan de s’installer à bord et de se concentrer sur son jeu sous l’œil de la caméra. Pendant ce temps, un cascadeur pilote la voiture, mais on a l’impression que Ryan est vraiment en train de conduire », rapporte Sigel.

#### Scène du strip club
La scène du strip club se déroule dans une pièce remplie de miroirs. Pour ne pas filmer le reflet de la caméra, le chef machiniste Alex Klabukov a fixé une plateforme circulaire au plafond, qui permettra de filmer la salle à 360°. La scène violente est baignée dans une ambiance violette à l'aide d'appliques de 40 à 60 watts.
Dans cette scène, le personnage principal arrive dans les loges du strip-club, où l'on voit de nombreuses stripteaseuses, et casse la main de Cook avec un marteau, le propriétaire de club interprété par James Biberi. Le conducteur menace ensuite le propriétaire avec un marteau, puis lui fait avaler une balle de 9 mm.

### Bande originale
La bande originale a une place prépondérante dans Drive. Elle sort en France sur le label français Record Makers et aux États-Unis sur le Lakeshore Records. La plupart des morceaux dans un style synthwave sont composés par Cliff Martinez, qui a travaillé sur la bande originale de Sexe, Mensonges et Vidéo (Sex, Lies, and Videotape, 1989), bande originale dont Refn est particulièrement fan. La musique contient des titres avec une ambiance des années 1980 des claviers et des compositions descriptives. Refn désire une musique électronique et de temps en temps abstraite pour que les spectateurs puissent voir les choses du point de vue du chauffeur. Il donne un échantillon de chansons qu'il aime à Martinez et lui demande de composer dans cette veine-là ; il en résulte une bande originale « un peu rétro, années 1980, europop au synthétiseur ». Matt Newman, monteur attitré de Winding Refn, suggère à ce dernier que la chanson d'ouverture du film soit Nightcall, du compositeur de musique électronique français Kavinsky,.
Winding Refn cherche dans le catalogue du musicien et mixeur américain Johnny Jewel (en), et choisit Under Your Spell du groupe américano-canadien Desire, dans lequel Jewel joue, et A Real Hero du groupe français College parce qu'il imagine Drive comme un conte de fée. Au climax du film, la mélodie au synthétiseur de la chanson A Real Hero (littéralement, « un vrai héros » en français) fait référence à « un être humain réel, et un vrai héros ». Ce titre illustre la transition, la scène de l'ascenseur avec le changement de statut du conducteur. Dans un premier temps, Jewel s'inquiète d'un titre peut-être trop littéral. Mais il est convaincu en visionnant le film, trouvant également que Under Your Spell est utilisé « exactement de la même façon qu'[il le ressentait] quand [il l'a] écrit. [Refn] a définitivement capté la tonalité de la chanson, et compris ce qu'elle était supposée signifier, et il a voulu transmettre cette émotion-là au spectateur ».
Johnny Jewel explique à Nicolas Winding Refn que la musique doit être considérée comme un élément de base du film et que pour certaines scènes, la basse doit être évitée afin d'être utilisée spécialement pour les parties émotionnelles ou de mauvais augure, ce qui renforcera son effet. Jewel pense que la musique devrait être dans un registre onirique. Pour s'aider dans le processus d'écriture, il évoque des mélodies ; le mixeur effectue une procédure où il a souligné de nombreuses phrases du roman, puis imprimés ces mots en gros caractères et les a accrochés sur les murs où sont dessinées des images lors du visionnement du film.

#### Pistes
| No  | Titre                              | Compositeur(s) | Durée |
| --- | ---------------------------------- | -------------- | ----- |
| 1.  | Nightcall (feat. Lovefoxxx)        | Kavinsky       | 4:19  |
| 2.  | Under Your Spell                   | Desire         | 3:52  |
| 3.  | A Real Hero (feat. Electric Youth) | College        | 4:27  |
| 4.  | Oh My Love (feat. Katyna Ranieri)  | Riz Ortolani   | 2:50  |
| 5.  | Tick of the Clock                  | Chromatics     | 4:48  |
| 6.  | Rubber Head                        | Cliff Martinez | 3:08  |
| 7.  | I Drive                            | Cliff Martinez | 2:03  |
| 8.  | He Had a Good Time                 | Cliff Martinez | 1:37  |
| 9.  | They Broke His Pelvis              | Cliff Martinez | 1:58  |
| 10. | Kick Your Teeth                    | Cliff Martinez | 2:40  |
| 11. | Where’s the Deluxe Version?        | Cliff Martinez | 5:32  |
| 12. | See You in Four                    | Cliff Martinez | 2:37  |
| 13. | After the Chase                    | Cliff Martinez | 5:25  |
| 14. | Hammer                             | Cliff Martinez | 4:44  |
| 15. | Wrong Floor                        | Cliff Martinez | 1:31  |
| 16. | Skull Crushing                     | Cliff Martinez | 5:57  |
| 17. | My Name on a Car                   | Cliff Martinez | 2:19  |
| 18. | On the Beach                       | Cliff Martinez | 6:37  |
| 19. | Bride of Deluxe                    | Cliff Martinez | 3:57  |

#### Classements
La bande son connaît un grand succès en France puisqu'elle se classe à la 13e place du classement des ventes d'albums et reste dans celui-ci pendant plus de 70 semaines.
| Classement (2011-12)         | Meilleure position |
| ---------------------------- | ------------------ |
| Allemagne (Media Control AG) | 59                 |
| Autriche (Ö3 Austria Top 40) | 33                 |
| Belgique (Flandre Ultratop)  | 28                 |
| Belgique (Wallonie Ultratop) | 24                 |
| Danemark (Tracklisten)       | 12                 |
| France (SNEP)                | 13                 |
| Norvège (VG-lista)           | 35                 |
| Suisse (Schweizer Hitparade) | 72                 |

## Accueil

### Promotion
Prévu comme une production du type blockbuster, Drive est ensuite catégorisé comme film indépendant. Avant le tournage, Refn se déplace au festival de Cannes 2010 pour vendre les droits de diffusion et sort à cette occasion des posters promotionnels de son long métrage,,. En novembre 2010, FilmDistrict (en) acquiert les droits de distribution pour l'Amérique du Nord. Les distributeurs ont été si désireux d'acquérir les droits du film qu'ils ont commencé à négocier pour l'acheter avant même d'en avoir vu une seule séquence ; ils pensent pouvoir faire appel au réseau de distribution du cinéma de genre et d'art et essai. La sortie est alors programmée pour le 16 septembre 2011 aux États-Unis,.
L'avant-première a lieu le 20 mai 2011, en compétition au festival de Cannes 2011. Après la projection à la presse, le film reçoit d'abondantes félicitations et est qualifié de « l'un des meilleurs accueils du festival », mais l'un des critiques dira que le film « ne peut pas gagner, [et] ne gagnera pas la palme ». Il a été accueilli sous les applaudissements des critiques cinématographiques, et par 15 minutes de standing ovation lors de la projection publique. Xan Brooks du Guardian considère le film comme un péché mignon. Le jury remet à Refn le prix de la mise en scène.
Drive est également diffusé au festival du film de Los Angeles le 20 juin 2011, lors du gala de projection de son programme. Il fait partie d'une sélection de plus de 200 longs métrages, courts métrages et clips vidéos, venus de plus de 30 pays, présentés durant ce festival. Puisque la date de sortie de Red Dog est repoussée de plusieurs jours, Drive le remplace comme film de clôture du festival international du film de Melbourne. Le film est également diffusé au cours de la présentation du studio FilmDistrict au Comic-Con. Une diffusion secrète est organisée à l’Empire Big Screen de Londres à la mi-août 2011. En septembre, une présentation spéciale a lieu lors du festival international du film de Toronto, où Gosling présente également Les Marches du pouvoir (The Ides of March).
Le marketing du film évoque un film d'action. Cela a décidé une spectatrice américaine, Sarah Deming, à porter plainte contre le film pour publicité mensongère et pour « racisme gratuit, diffamatoire et déshumanisant à l'encontre des Juifs », : pour elle, la bande-annonce suggérait une production semblable à Fast and Furious, alors qu'il y a « très peu de conduite » dans le film, et certaines scènes de violence concernent des membres de la communauté juive, comme le mafieux Nino. Les poursuites sont abandonnées en mars 2012 au motif que les arguments soutenus par Sarah Deming ne sont pas valables et que le film ne comporte aucun message subliminal antisémite. La spectatrice prévoit toutefois de faire appel.

### Accueil critique
Drive a été extrêmement bien reçu par les critiques, que ce soit les anglophones, avec 93 % d'avis favorables, basé sur 208 commentaires sur l'agrégateur de critiques Rotten Tomatoes et une moyenne de 79⁄100 sur le site Metacritic, ou les francophones, avec une note moyenne de 4.4⁄5 sur recensement de 26 titres de presse par AlloCiné. Même si pour les avis critiques lors du Festival de Cannes, l'avis est mitigé, avec une note de 2.4⁄4 selon l'agrégateur de critique Screen International et des avis biaisés selon l'agrégateur de Le Film français. Les prestations de Gosling et de Brooks, ainsi que l'esthétique du film, ont généralement été très appréciées par les critiques.
Pour Peter Travers de Rolling Stone, il n'est pas étonnant que le film remporte au Festival de Cannes le prix de mise en scène, car « Refn est un virtuose, mêlant le dur et le tendre avec une habileté troublante ». Le critique déclare que « Gosling hypnotise dans son rôle alors qu'un autre acteur pourrait tomber dans l'absurde » et en conclut qu'il est face à « du pur cinéma, une grenade d'image et de son prête à exploser »,. Peter Debruge de Variety salue Drive pour être parvenu à sortir d'un effet visuel et narratif plat, ce que d'autres films au thème similaire n'étaient pas arrivés à faire. Cependant, Debruge attendait plus de scènes de conduite et trouve Mulligan mal choisie pour incarner Irene. Le critique du Chicago Sun-Times, Roger Ebert écrit : « la totalité du film semble en fait beaucoup plus réelle que les habituels mélanges action-criminalité-poursuite desquels nous sommes lassés. Voici un film qui respecte l'écriture, l'action et la technique. Il a beaucoup de respect pour les cinéphiles avertis, ». Chris Lackner du Vancouver Sun trouve le film rafraîchissant, avec des changements de rythmes différents qui évitent la routine des films hollywoodiens. Le journaliste du Orlando Sentinel, Roger Moore, considère Drive comme « le plus silencieux des films de voiture » et, sur la base de ce qu'il a vu dans ce film, exprime sa hâte de voir les futures collaborations entre Gosling et Refn.
Le chroniqueur A. O. Scott du New York Times estime que les rôles secondaires sauvent le film de l'ennui : « Drive est sombre, sophistiqué et sérieux, et il est aussi prisonnier de son propre vide, substituant une atmosphère à des émotions et un style emprunté à une audace réelle. Cela ne veut pas dire que le film soit mauvais – son savoir-faire et son raffinement sont difficiles à critiquer – mais plutôt qu'il est, pour toute sa fanfaronnade, timide et conventionnel, ». Une autre critique négative vient du magazine New York par David Edelstein : il compare Drive à Conan (2011) en faisant référence à un film « hautement trash » et réputé pour être niais. Edelstein a ensuite reproché à Gosling son choix d'apparaître dans le film (« pourquoi Gosling, un acteur cérébral fascinant, joue un rôle situé au cœur de sa zone de confort ? ») et pense que la plupart des téléspectateurs viendront voir le film uniquement pour la popularité des acteurs du film,. Michael Phillips du Chicago Tribune trouve que la séquence d'ouverture est l'une des plus saisissantes de l'année 2011, mais ajoute que Drive se termine en un « enchevêtrement d’ultra-violence, d'hypocrisie et de lissage stylistique »,. Neil Rosen de NY1 fait écho à ces critiques, les scènes de violence du film ne sont ni convaincantes ni intéressantes.
En France, Caroline Vié, de 20 minutes, écrit : « Nicolas Winding Refn n'a pas volé son prix de la mise en scène à Cannes », pour ce polar qui « met le spectateur en apesanteur dans un conte urbain dont une cité tentaculaire est l'écrin ». Pour Christophe Chafefeaud de Studio Ciné Live, Ryan Gosling « parvient à faire exister par des regards et des amorces de sourires » en créant « un personnage fait de mystère ». Ces sourires « sont destinés à Carey Mulligan, délicieuse dans le rôle d'Irene, la voisine coup de cœur qu'il va devoir protéger ». Le réalisateur se situe « quelque part entre David Cronenberg et Michael Mann » et « orchestre des scènes de poursuites virtuoses dans un Los Angeles que l'on redécouvre ». Il souligne que « lorsque Ryan Gosling en vient aux mains avec ceux qui le collent d'un peu trop près, l'éruption de violence frappe en un éclair. Mais la claque, la vraie, c'est Nicolas Winding Refn qui vient de nous l'asséner ». Il conclut que « coup de poing ou coup de maître, Drive est un bolide inarrêtable, en route vers le succès ». Pour Jean-François Rauger du Monde, « Drive évite la graisse psychologique et la sentimentalité poisseuse, accrochant ainsi plus vite l'attention d'un spectateur à qui [Refn] donne également l'illusion de retrouver une approche purement comportementaliste de l'action, celle d'un certain cinéma américain moderniste représenté par quelques films de John Carpenter ou de Walter Hill ». Rauger note d'ailleurs la « manière de faire cohabiter une forme d'abstraction avec un lyrisme léger, et la façon dont [Refn] installe l'ambiguïté dans la fausse évidence de son récit. L'apparente stylisation d'un film qui paraît purement se concentrer sur les gestes d'un individu n'élude pas la psychologie mais la restitue plutôt, ici, sous forme de symptômes à décrypter ». La bande originale qui en « privilégiant l'électro-rock […], donne un rythme bizarre au film, entêtant, mécanique et fatal. Et c'est une chanson romantique qui scellera, avec un diabolique effet paradoxal, ce que l'on prendra comme une mutation du personnage, devenue machine à tuer. Car ce que semble raconter Drive, c'est la bonne vieille transformation d'un homme qui perd tout visage humain. La séquence au cours de laquelle il enfile un masque en latex avant de tuer un mafieux apparaît ainsi presque trop évidemment métaphorique d'une telle évolution morale du personnage ». En concluant que « dire ce que l'on fait et faire ce que l'on dit deviennent ici la marque de la folie. Ce langage pris au « pied de la lettre », signale la psychopathie d'un héros au visage d'ange ».
Pour Florence Colombani du magazine Le Point, « Drive vaut moins pour le style, élégant mais maniéré, de Nicolas Winding Refn que pour le charisme de Ryan Gosling, un jeune acteur canadien surdoué qui a tout - charisme, subtilité, mystère - pour être le De Niro de sa génération ». Jacques Morice de Télérama explique qu'« entre pastiche et hommage, Refn cherche moins à créer quelque chose de nouveau qu'à dérouler du déjà-vu en réécrivant dessus » et que « ce n'est pas tant ce conducteur un peu irréel qui prime, mais l'action de rouler » décrite par le titre Drive. Il ajoute que « Nicolas Winfing Refn a réussi à fondre voiture et cinéma, en honorant leur fonction première : nous transporter ». Olivier Séguret de Libération, explique que « Drive est un excellent exemple de cet exercice toujours périlleux qui consiste à rendre le spectateur complice positif d’un héros déchaîné à bon droit. Sur la tranche acérée de cet équilibre amoral, le film du Danois Nicolas Winding Refn et son héros pilote carburent en flèche, avec un style, une vitesse et une effronterie dont le cinéma n’avait pas retrouvé la jouissive formule depuis longtemps ». Yannick Vely de Paris Match explique que « ce qui intéresse en premier lieu le cinéaste et le rend si fascinant tient dans sa volonté d’atteindre une sorte de transe cinématographique, de coller au plus près à la bande son et à l’univers mental de son héros. La première demi-heure de Drive est à ce titre exemplaire, de son ouverture somptueuse que ne renieraient les créateurs du jeu vidéo Grand Theft Auto à sa rencontre amoureuse expédiée en quelques regards, mais dont on ressent les pulsations des cœurs qui battent la chamade. Dommage que le film n’atteigne plus par la suite ou rarement avec autant d’efficacité cette acmé et que la narration finisse en conduite automatique, et à toute vitesse, comme si le moteur avait fini par s’emballer. » Michel Ciment de Positif trouve le film sec et violent, mais en même temps mélancolique et rempli de lyrisme ce qui permet de révéler un « objet cinématographique parfait ». Philippe Rouyer de la même revue trouve que la simplicité apparente du film est un leurre, avec un récit lisse et sans zone d'ombre mais que l'image présente une dualité des personnages. Rouyer se demande pourquoi Refn ne filme jamais l'extérieur des voitures conduites par le conducteur — la volonté de rester près du personnage, la sensation d'être dans une prison ou dans un refuge. Vincent Malausa de la revue Cahiers du cinéma, suggère que le début du film est à un niveau élevé et que l'on ne peut être que déçu par la suite. Malausa apprécie particulièrement la dialectique de l'extase et du manque que le film arrive à véhiculer. Cependant, il n'apprécie pas la scène de l’ascenseur trouvant qu'à ce moment-là, le film « se replie dans les conventions d'un genre avec lequel [Refn] n'entretient plus aucune distance critique. À jouer sur tous les tableaux — hommage, ironie, ou pure fascination — Drive multiplie les effets de saute qui menacent sa belle ligne d'intensité. Lorsque cette instabilité affecte la forme même d'un film — autrement dit son Graal : la question du style — dans la dernière partie, un certain pompiérisme menace même le travail maniériste de l'auteur. » Même si les Cahiers, moins d'un an après la critique, revirent leur jugement à la baisse.
En Allemagne, Carsten Baumgardt, de Filmstarts, note que le film est « poétique, philosophique, incroyablement élégant et surtout cool », avant de souligner que le scénariste s’inscrit ostensiblement dans la norme des films de série B. Baumgardt commente qu'avec Drive, le « film d'essai rencontre le Grindhouse »,. Le critique de Der Spiegel trouve que le réalisateur « propose une action sans vergogne avec un grand sens du style et affiche un penchant pour les effets chocs, avec un méchant vaguement sorti d'un film de Quentin Tarantino,. »
En Espagne, Carlos Boyero de El País, écrit que Drive est « stylisé, dur, étrange, amer, vraiment lyrique, et l'une des surprises les plus inquiétantes de l'année ». Selon lui, « Nicolas Winding Refn récupère le style narratif et visuel des meilleurs films américains des années 1980 à savoir une histoire violente et triste, tendue et émotionnelle, évocatrice et complexe, qui doit sans doute à un thème exploité maintes et maintes fois, mais doté d'une personnalité. Malgré un moment lumineux et tonique, il s'agit d'un film que j'associe capricieusement à la nuit, une géographie émotionnelle sombre, et à un ton désespéré accompagnant les personnages qui ne peuvent pas esquiver leurs destins dramatiques,. » Nando Salvá de Cinemanía explique que Refn, dans ses précédents films et dans Drive, fait une fixation sur des « hommes brutaux dans des situations désespérées »,.

### Box-office
Le film a réalisé de meilleures recettes cumulées à l'étranger qu'aux États-Unis. Le box-office mondial atteint, en fin de distribution, 41 114 477 $ et 35 060 689 $ aux États-Unis, soit au total 76 175 166 $.
Le film, doté d'un budget assez modeste au regard des critères hollywoodiens (15 millions de dollars), réussit un bon démarrage au box-office américain, atteignant la troisième place et réalisant 15,6 millions de dollars de recettes. Après 21 semaines de diffusion, le film totalise 35 millions de dollars de recettes. Pour l'année 2011, le film se place 92e du box-office américain, alors que le film n'est classé que 16 semaines sur 52,. La France est le deuxième pays en termes de recettes avec plus de 13 millions de dollars. Le film a démarré à la deuxième place avec 467 609 entrées, avant d'atteindre le million d'entrées (1,04 million d'entrées) lors de la troisième semaine, pour finir avec près de 1 494 266 spectateurs. Suivent ensuite le Royaume-Uni avec 4 693 696 $ et la Belgique (1 095 013 $).
| Pays ou région | Box-office    | Date d'arrêt du box-office | Nombre de semaines |
| -------------- | ------------- | -------------------------- | ------------------ |
| Monde          | 76 175 166 $, | 1er avril 2012             | 29                 |
| États-Unis     | 35 060 689 $  | 9 février 2012             | 21                 |
| France         | 13 264 311 $  | 20 novembre 2011           | 7                  |
| Royaume-Uni    | 4 639 696 $   | 22 janvier 2012            | 18                 |
| Espagne        | 3 096 335 $   | 20 mai 2012                | 21                 |
| Italie         | 2 396 019 $   | 20 novembre 2011           | 6                  |
| Australie      | 2 286 388 $   | 18 décembre 2011           | 8                  |
| Belgique       | 1 095 013 $   | 29 janvier 2012            | 13                 |

## Distinctions

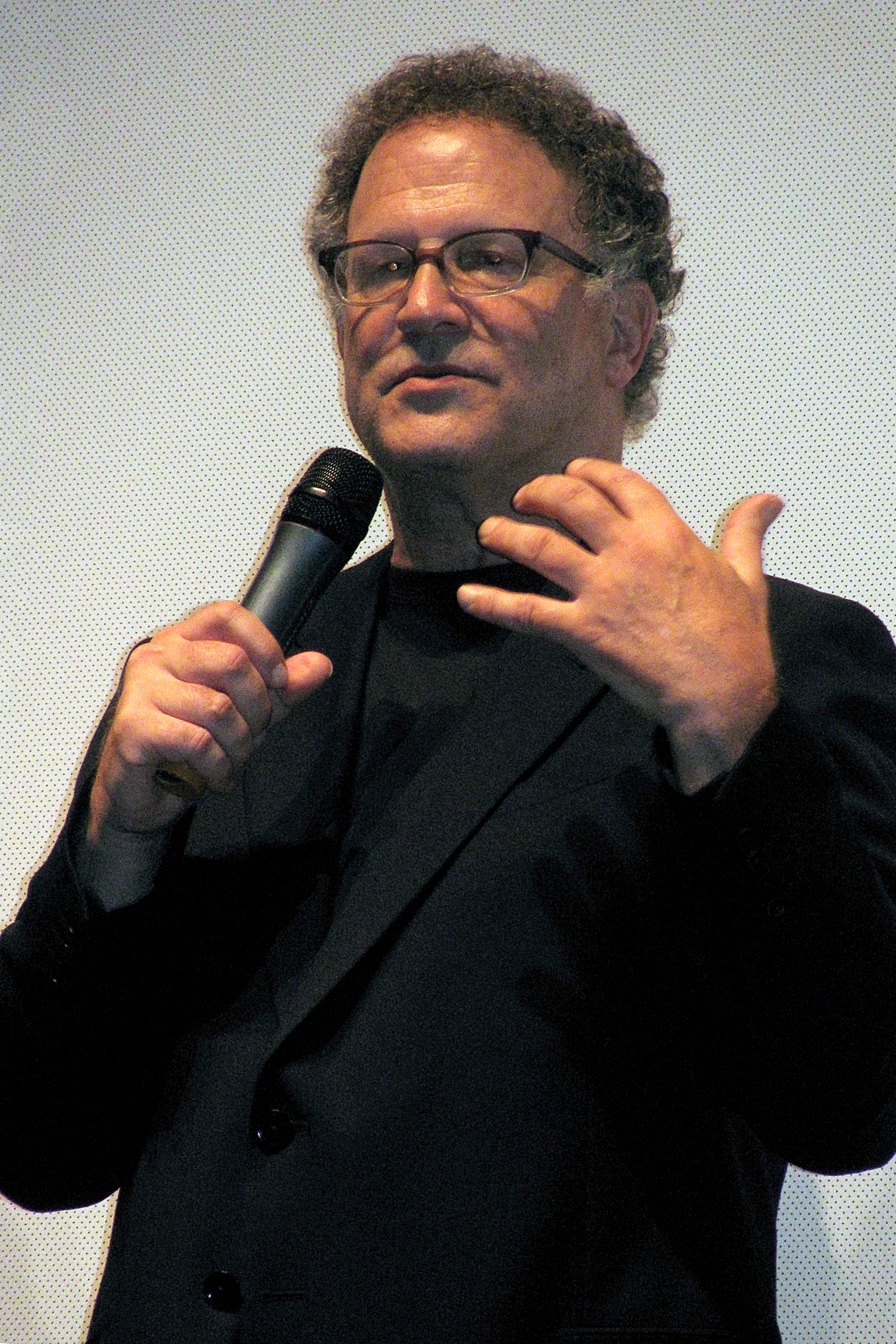
Albert Brooks à une première de Drive. Sa prestation a attiré l'attention de nombreuses cérémonies de récompenses.

Sauf mention contraire, les informations ci-dessous sont issues de la page « Distinctions » du film sur l'Internet Movie Database.
En sélection officielle du Festival de Cannes 2011, le film se voit décerner le prix de la mise en scène pour son réalisateur Nicolas Winding Refn. Drive est nommé à huit reprises aux Satellite Awards 2011 et aux Critics' Choice Movie Awards 2012, quatre fois aux BAFTA Awards 2012, une fois aux César du cinéma 2012 et une aux Oscars 2012. La presse considère cependant que le film est « boudé » par cette dernière cérémonie,. La prestation d'Albert Brooks a attiré l'attention de nombreuses cérémonies de récompenses.

### Récompenses
- Festival de Cannes 2011 : prix de la mise en scène
- Utah Film Critics Association 2011
  - Meilleur film
  - Meilleur acteur dans un second rôle pour Albert Brooks
  - Meilleure photographie pour Newton Thomas Sigel
- Satellite Awards 2011 :
  - Meilleur acteur pour Ryan Gosling
  - Meilleur acteur dans un second rôle pour Albert Brooks
  - Meilleur réalisateur pour Nicolas Winding Refn
  - Meilleur son pour Dave Patterson, Lon Bender, Robert Fernandez, Victor Ray Ennis
- Black Film Critics Circle 2011 : Meilleur acteur dans un second rôle pour Albert Brooks
- Critics' Choice Movie Awards 2012 : Meilleur film d'action[105]

### Nominations
- Satellite Awards 2011 :
  - Meilleur film
  - Meilleure musique de film pour Cliff Martinez
  - Meilleure photographie pour Newton Thomas Sigel
  - Meilleur montage pour Mat Newman
- Critics' Choice Movie Awards 2012 :
  - Meilleur film
  - Meilleur acteur pour Ryan Gosling
  - Meilleur acteur dans un second rôle pour Albert Brooks
  - Meilleur réalisateur pour Nicolas Winding Refn
  - Meilleure photographie
  - Meilleur montage
  - Meilleure musique de film
- British Academy Film Awards 2012 :
  - Meilleur film
  - Meilleur réalisateur
  - Meilleur montage
  - Meilleure actrice dans un second rôle pour Carey Mulligan
- Golden Globes 2012 :
  - Meilleur acteur dans un second rôle pour Albert Brooks
- César 2012[106] : Meilleur film étranger
- David di Donatello 2012 : Meilleur film étranger
- Oscars 2012 : Meilleur montage de son
- Union de la critique de cinéma 2012 : grand prix

## Analyse
Les journalistes et critiques de cinéma ont reconnu dans Drive une « histoire classique de casse à Los Angeles qui va finir mal » qui rend « hommage à ce genre de films de voiture » dans la lignée d'œuvres comme Bullitt (1968). Le film est aussi grandement inspiré par Le Samouraï de Melville. Le protagoniste Ryan Gosling – en tant que chauffeur de fuite taciturne et charismatique, rappelle le personnage de Jef Costello. Ryan Gosling avoue d’ailleurs s’est être inspiré pour son jeu d'acteur de la prestation de Delon dans le Samouraï.
Une étude sur les personnages fait ressortir les thèmes principaux du film : « loyauté, solitude et pulsions sombres qui surgissent, même quand nous essayons de les contrôler »,. Il combine la bande dessinée gore, le film noir, une esthétique de série B et le spectacle hollywoodien, ce qui offre « une concoction bizarre, dont les aspects angoissants rappellent Mulholland Drive (2001) de David Lynch ou Pulp Fiction (1994) de Quentin Tarantino, et les scènes d'amour chargées de peur ne seraient pas importunes dans un drame scandinave, »,,. D'autres comparaisons ont été faites au travail de Walter Hill, John Carpenter, Michael Mann, Nathanael West, J. G. Ballard et Mike Davis, ou à la violence de l'œuvre de David Cronenberg : « Drive est un polar que l’on pourrait qualifier de « cronenbergien » dans son maniement de la violence ». Le film est dédié au réalisateur franco-chilien Alejandro Jodorowsky et inclut quelques questions sur l'existentialisme.
Drive est un essai néo-noir, extrêmement violent et très stylisé, avec un visuel européen et des influences grindhouse,. Pour Refn, Drive devient un film de super-héros au cours de la scène de l'ascenseur, lorsque le chauffeur tue le méchant. Drive fait également référence à la culture populaire des années 1970 et 1980 au travers de films comme Le Jour du fléau (The Day of the Locust, 1975) et Police fédérale Los Angeles (To Live and Die in L.A., 1985). D'autres influences peuvent être vues dans le générique d'ouverture avec le néon lumineux et les chansons rétros : « un mélange de tonalités tendues de synthétiseur et de refrains discos accrocheurs qui, collectivement, donnent au film sa tonalité cohérente, ». Le titre du film, habillé de rose flashy, est inspiré par la police de caractères de Risky Business (1983).
La principale inspiration pour Winding Refn vient des Contes de l'enfance et du foyer des frères Grimm. Son but est de structurer le film comme un conte de fée : condensé dans son storytelling et avec des personnages archétypés. Le conducteur est comme « un chevalier errant, défenseur de la veuve et de l'orphelin »,. Refn explique que « Carey Mulligan incarne l’innocente jeune fille perdue dans la forêt et Ryan Gosling est le preux chevalier qui va la protéger du roi mafieux interprété par Albert Brooks. La première partie est très pure alors que la seconde partie devient plus violente. » Pour jouer avec le thème populaire du conte de fée, le conducteur protège ce qui est bon, alors que dans un même temps il tue les gens dépravés avec violence. Refn est également inspiré par des films comme Le Point de non-retour (Point Blank, 1967), Macadam à deux voies (Two-Lane Blacktop, 1971), Driver (The Driver, 1978), Le solitaire (Thief, 1981) et Full Metal Jacket (1987),. Les crimes dans les réalisations de Jean-Pierre Melville influencent la cinématographie du réalisateur. Le script d'Amini a une tendance naturelle à imposer une sorte de code moral du criminel, où même ceux qui s'y conforment ne sont presque jamais récompensés de leurs efforts, comme on le voit lorsque le conducteur aide Standard, Irene et son fils, ce qui reste l'intérêt principal dans l'esprit du personnage. Dans leurs voitures, les personnages non seulement s'échappent et commettent des meurtres, mais ils essayent d'être en paix et recherchent une liaison amoureuse.
Le personnage principal, le conducteur (The Driver), est comparé à l’Homme sans nom (The Man With No Name), un personnage interprété par Clint Eastwood dans les westerns de Sergio Leone, car la plupart du temps, il ne parle pas. Vincent Malausa de la revue Cahiers du cinéma relève que le personnage du conducteur rappelle le film Bruiser de George Andrew Romero. La faible présence de dialogue du conducteur est conçue pour attendrir le personnage. Refn Winding a choisi de donner au personnage très peu de dialogues et de lui faire écouter de la musique pop au volant, ce qui lui permet de reprendre le contrôle quand il le faut. Un critique a noté que si le conducteur manque de psychologie, il le rend à travers ses actions et ses costumes élégants. La garde-robe du conducteur a été inspirée par le groupe Kiss et le film expérimental de Kenneth Anger, Scorpio Rising. Il porte une veste en satin avec un scorpion d'or brodé dans le dos ; Refn voit le blouson comme l'armure du personnage, et le logo comme une amulette. Pour le critique Peter Canavese, la veste est une référence à la fable Le Scorpion et la Grenouille, mentionnée dans le film, qui à son tour évoque l'utilisation de la fable dans le film d'Orson Welles Dossier secret. Pour Michel Ciment, la veste blanche représente le côté angélique et le scorpion doré le côté maléfique du personnage, alors que pour Philippe Rouyer le scorpion doré ramène en permanence à une symbolique trouble de sexualité et de mort.
Le critique Éric Neuhoff trouve au film un humour féroce, à la manière de Quentin Tarantino, avec, entre autres, les répliques du mafieux Bernie Rose lorsqu'il explique avoir été un producteur de films européens,. Vincent Malausa de la revue Cahiers du cinéma pense que Refn s'est débarrassé de son influence kubrickienne, particulièrement présente dans Bronson (2008) ou Le Guerrier silencieux (Valhalla Rising, 2010).
Le réalisateur de Drive cite volontiers Bullit comme inspiration, dans le cadre de la promotion du film, car Bullit est un film policier très connu. Néanmoins, l'influence d’American Gigolo (1980) est manifeste, dès le générique de début et particulièrement dans la bande-son. Il est notable qu’American Gigolo était lui-même inspiré de Pickpocket (1959).

## Éditions vidéo et exploitation télévisuelle
Drive est sorti en DVD et Blu-ray le 30 janvier 2012 aux États-Unis, et le 17 janvier 2012 sur iTunes, PlayStation Store et Xbox Live.

Logo du film.

En France, le film, distribué par Wild Side Films et Le Pacte, et édité par Wild Side Video, est sorti le 8 février 2012.
En octobre et novembre 2012, Canal+ diffuse le film en France sous la même classification qu'au cinéma. En février 2013, le CSA décide passer la signalétique de la catégorie III à la catégorie IV, c'est-à-dire déconseillé aux moins de 16 ans, et demande l'application de cette nouvelle signalétique lors des éventuelles rediffusions.

## Projet de suite
James Sallis, l'auteur du roman Drive, a écrit une suite intitulée Driven, qui est parue en avril 2012. Le réalisateur Nicolas Winding Refn exprime alors son intérêt pour en réaliser l'adaptation cinématographique, expliquant : « le personnage est né, il est là-bas, il se transforme complètement en ce qu'il est censé être, il a toujours eu vocation à être présent… Il va vers de nouvelles aventures ». Refn dit en outre qu'il a l'intention de réaliser la suite avec deux conducteurs, le second étant une contrepartie au personnage de Ryan Gosling, en comparant le nouveau pilote à Lex Luthor et au Professeur Moriarty, antagonistes respectifs de Superman et de Sherlock Holmes. Gosling manifeste également son intérêt pour reprendre le rôle dans une suite, mais pas pour refaire le même film.
Cependant, fin mai 2013, Refn annonce : « ça n'arrivera jamais. Le film ne se fera pas, car ils [les producteurs] n'ont pas les éléments clés », c'est-à-dire la participation de Ryan Gosling et de lui-même,. Lorsqu'on lui demande quels conseils il donnerait au réalisateur qui reprendrait son flambeau, il déclare : « Ne le faites pas ! Ne le faites pas ! Que pourrait-il faire ? »,

## Influence culturelle
En 2012, les développeurs du studio Dennaton Games avouent que le film a beaucoup influencé leur jeu Hotline Miami.
En 2014, le rappeur français Booba reprend des éléments du film dans le clip vidéo de sa chanson OKLM.
En 2014, le Palmashow (duo d'humoristes français composé de Grégoire Ludig et David Marsais) parodie plusieurs éléments du film dans son sketch Le drive : un conducteur, qui est interprété par Grégoire Ludig, possède un cure-dent et une tenue vestimentaire très semblable au personnage principal du film. De plus, la musique emblématique de Drive, Nightcall de Kavinsky, est également reprise dans cette scène.
En 2021, Les Kassos, série télévisée d'animation française parodiant diverses figures et personnages, réels et fictifs, de la culture populaire, tourne également en dérision le personnage principal de Drive à travers le septième épisode de leur cinquième saison, intitulé Fougasse 2.0 & Conduire.